# Martin Macík
Martin Macík (* 23. April 1989 in Benešov) ist ein tschechischer Rallyefahrer, der vor allem für seine Teilnahmen an der Rallye Dakar in der Klasse der LKWs bekannt ist.

## Karriere
Macík nahm erstmals 2013 noch als Navigator von Vlastimil Vildman an der Rallye Dakar 2013 und der Rallye Dakar 2014 teil. Nachdem sein Vater Martin Macík senior 2008 zunächst das KM-Racing-Team gegründet hatte, gründeten Vater und Sohn zusammen mit dem Getränkehersteller Big Shock! Energy-Drinks 2016 das Big-Shock-Racing-Team. Von 2015 bis 2019 nahm er als Fahrer, wie zuvor sein Vater, auf LIAZ an der Rallye Dakar teil. Seit 2020 fährt er auf einem von MM Technology unter der Leitung von Martin Macík senior modifizierten Iveco Powerstar und gewann mit diesem die Rallye Dakar 2024 und Rallye Dakar 2025 in der Klasse der LKW. Neben der Rallye Dakar fährt Macík sehr erfolgreich meist unter den Top 3 der LKW-Klasse die Baja Poland, die Rallye du Maroc, die Baja Aragon, die Silk Way Rally und die Baja Drawsko.
Neben dem Rallyesport bietet Macík mit seinen Unternehmen MM Production und MM Photography Medien- und Marketingdienstleistungen an.

## Rallye Dakar Erfolge
| Jahr | Fahrzeug | Gesamtplatzierung | Etappensiege |
| ---- | -------- | ----------------- | ------------ |
| 2013 | LIAZ     | 18.               |              |
| 2014 | LIAZ     | 13.               |              |
| 2015 | LIAZ     | DNF               |              |
| 2016 | LIAZ     | 19.               |              |
| 2017 | LIAZ     | 10.               |              |
| 2018 | LIAZ     | 5.                |              |
| 2019 | Iveco    | DNF               | 1            |
| 2020 | Iveco    | 5.                |              |
| 2021 | Iveco    | 4.                | 3            |
| 2022 | Iveco    | 7.                |              |
| 2023 | Iveco    | 2.                | 4            |
| 2024 | Iveco    | 1.                | 3            |
| 2025 | Iveco    | 1.                |              |